# VR Dm12
De Dm12 is een dieselmechanische motorwagen voor regionaal personenvervoer van de Finse spoorwegonderneming VR-Yhtymä (VR).

## Geschiedenis
Deze treinen waren bestemd voor het regionaal personenvervoer en werden in augustus 2001 besteld van 16 treinstellen en een optie voor nog eens 20 treinstellen bij Škoda Vagonka. Deze treinen werden aangeschaft ter vervanging van de geannuleerde order bij Alstom voor treinen van het type Dm 11.

## Constructie en techniek
Het treinstel is uitgerust met luchtvering. Er kunnen tot drie eenheden gekoppeld worden.

## Treindiensten
De treinen van de VR worden vanaf 2005 ingezet op de volgende trajecten:
- september 2005 Pieksämäki - Joensuu
- november 2005 Joensuu - Nurmes
- december 2005 Iisalmi - Ylivieska
- februari 2006 Savonlinna - Parikkala
- maart 2006 Tampere - Haapamäki
- maart 2006 Karis - Hanko
- september 2006 Jyväskylä - Seinäjoki (tot 31 mei 2007)